# Nodellidae
De Nodellidae zijn een familie van uitgestorven kreeftachtigen uit de klasse van de Ostracoda (mosselkreeftjes).

## Geslachten
- Binodella Bradfield, 1935 †
- Eoacantonodella Copeland, 1989 †
- Ophthalmonodella Knuepfer & Kozur, 1968 †
- Pseudonodella Zaspelova, 1952 †